# Calden
Calden è un comune tedesco di 7 592 abitanti, situato nel land dell'Assia.

## Infrastrutture e trasporti
A circa 2 km dalla città si trova l'Aeroporto di Kassel-Calden.